# Schönau (powiat Rottal-Inn)
Schönau – miejscowość i gmina w Niemczech, w kraju związkowym Bawaria, w rejencji Dolna Bawaria, w regionie Landshut, w powiecie Rottal-Inn. Leży około 10 km na północny zachód od Pfarrkirchen.

## Dzielnice
W skład gminy wchodzą następujące dzielnice: Schönau, Unterzeitlarn, Unterhöft i Heiligenberg.

## Demografia
| Rok  | Liczba mieszk. |
| ---- | -------------- |
| 1970 | 1 001          |
| 1987 | 1 540          |
| 2000 | 1 942          |

## Oświata
(na 1999)

W gminie znajduje się przedszkole (50 miejsc i 71 dzieci) oraz szkoła podstawowa (7 nauczycieli, 177 uczniów).